# Championnat de Cuba de baseball 2009-2010
Navigation
2008-2009 2010-2011
Le Championnat de Cuba de baseball 2009-2010 est la 49e édition de la Serie Nacional de Béisbol, compétition rassemblant l'élite des clubs cubains de baseball.  
Le coup d'envoi de la saison est donné le 1er novembre 2009 avec l'affiche Vaqueros de La Havane-Naranjas de Villa Clara.
Les Industiales enlèvent leur douzième titre national en s'imposant 7-5 en dixième manche du septième match de la série finale.

## Clubs
| - Zone Ouest - Groupe A - Pineros de la Isla de la Juventud - Cocodrilos de Matanzas - Metropolitanos Guerreros (La Havane) - Vegueros de Pinar del Río - - Groupe B - Elefantes de Cienfuegos - Vaqueros de La Havane - Leones de Industriales (La Havane) - Gallos de Sancti Spíritus | - Zone Est - Groupe C - Tinajones de Camagüey - Tigres de Ciego de Ávila - Lenadores de Las Tunas - Naranjas de Villa Clara - - Groupe D - Alazanes de Granma - Indios de Guantánamo - Sabuesos de Holguín - Avispas de Santiago de Cuba |

## Saison régulière
| Zone Ouest                        | V  | D  | %    | GB  |
| Gallos de Sancti Spíritus         | 63 | 27 | .700 | -   |
| Elefantes de Cienfuegos           | 51 | 39 | .567 | 12  |
| Vaqueros de La Havane             | 49 | 40 | .551 | 13½ |
| Leones de Industriales            | 47 | 43 | .522 | 16  |
| Vegueros de Pinar del Río         | 46 | 43 | .511 | 16½ |
| Cocodrilos de Matanzas            | 33 | 57 | .367 | 30  |
| Pineros de la Isla de la Juventud | 26 | 64 | .289 | 37  |
| Metropolitanos Guerreros          | 22 | 68 | .244 | 41  |

| Zone Est                    | V  | D  | %    | GB  |
| Naranjas de Villa Clara     | 56 | 32 | .629 | -   |
| Indios de Guantánamo        | 52 | 37 | .584 | 4½  |
| Tigres de Ciego de Ávila    | 49 | 40 | .551 | 7½  |
| Avispas de Santiago de Cuba | 48 | 41 | .539 | 8½  |
| Lenadores de Las Tunas      | 47 | 43 | .522 | 10  |
| Alazanes de Granma          | 45 | 43 | .506 | 11  |
| Sabuesos de Holguín         | 45 | 44 | .506 | 11½ |
| Tinajones de Camagüey       | 35 | 53 | .393 | 21  |

| Zone Est                    | V  | D  | %    | GB  |
| Naranjas de Villa Clara     | 56 | 32 | .629 | -   |
| Indios de Guantánamo        | 52 | 37 | .584 | 4½  |
| Tigres de Ciego de Ávila    | 49 | 40 | .551 | 7½  |
| Avispas de Santiago de Cuba | 48 | 41 | .539 | 8½  |
| Lenadores de Las Tunas      | 47 | 43 | .522 | 10  |
| Alazanes de Granma          | 45 | 43 | .506 | 11  |
| Sabuesos de Holguín         | 45 | 44 | .506 | 11½ |
| Tinajones de Camagüey       | 35 | 53 | .393 | 21  |

## Séries éliminatoires
|  | Quarts de finale            | Quarts de finale            | Quarts de finale        | Quarts de finale        |                          |                          | Demi-finales | Demi-finales | Demi-finales | Demi-finales |  |  | Finale | Finale | Finale | Finale |
|  |                             |                             |                         |                         |                          |                          |              |              |              |              |  |  |        |        |        |        |
|  |                             |                             |                         |                         |                          |                          |              |              |              |              |  |  |        |        |        |        |
|  |                             |                             |                         |                         |                          |                          |              |              |              |              |  |  |        |        |        |        |
|  | Vaqueros de La Havane       | Vaqueros de La Havane       | 4                       | 4                       |                          |                          |              |              |              |              |  |  |        |        |        |        |
|  | Vaqueros de La Havane       | Vaqueros de La Havane       | 4                       | 4                       |                          |                          |              |              |              |              |  |  |        |        |        |        |
|  | Elefantes de Cienfuegos     | Elefantes de Cienfuegos     | 1                       | 1                       |                          |                          |              |              |              |              |  |  |        |        |        |        |
|  | Elefantes de Cienfuegos     | Elefantes de Cienfuegos     | 1                       | 1                       | Vaqueros de La Havane    | Vaqueros de La Havane    | 2            | 2            |              |              |  |  |        |        |        |        |
|  |                             |                             |                         |                         | Vaqueros de La Havane    | Vaqueros de La Havane    | 2            | 2            |              |              |  |  |        |        |        |        |
|  |                             |                             | Leones de Industriales  | Leones de Industriales  | 4                        | 4                        |              |              |              |              |  |  |        |        |        |        |
|  | Leones de Industriales      | Leones de Industriales      | Leones de Industriales  | Leones de Industriales  | 4                        | 4                        | 4            | 4            |              |              |  |  |        |        |        |        |
|  | Leones de Industriales      | Leones de Industriales      |                         |                         |                          |                          |              | 4            |              |              |  |  |        |        |        |        |
|  | Gallos de Sancti Spíritus   | Gallos de Sancti Spíritus   | 1                       | 1                       |                          |                          |              |              |              |              |  |  |        |        |        |        |
|  | Gallos de Sancti Spíritus   | Gallos de Sancti Spíritus   | 1                       | 1                       | Leones de Industriales   | Leones de Industriales   | 4            | 4            |              |              |  |  |        |        |        |        |
|  |                             |                             |                         |                         | Leones de Industriales   | Leones de Industriales   | 4            | 4            |              |              |  |  |        |        |        |        |
|  |                             |                             | Naranjas de Villa Clara | Naranjas de Villa Clara | 3                        | 3                        |              |              |              |              |  |  |        |        |        |        |
|  | Tigres de Ciego de Ávila    | Tigres de Ciego de Ávila    | Naranjas de Villa Clara | Naranjas de Villa Clara | 3                        | 3                        | 4            | 4            |              |              |  |  |        |        |        |        |
|  | Tigres de Ciego de Ávila    | Tigres de Ciego de Ávila    |                         |                         |                          |                          |              |              |              |              |  |  |        |        |        |        |
|  | Indios de Guantánamo        | Indios de Guantánamo        | 0                       | 0                       |                          |                          |              |              |              |              |  |  |        |        |        |        |
|  | Indios de Guantánamo        | Indios de Guantánamo        | 0                       | 0                       | Tigres de Ciego de Ávila | Tigres de Ciego de Ávila | 1            | 1            |              |              |  |  |        |        |        |        |
|  |                             |                             |                         |                         | Tigres de Ciego de Ávila | Tigres de Ciego de Ávila | 1            | 1            |              |              |  |  |        |        |        |        |
|  |                             |                             | Naranjas de Villa Clara | Naranjas de Villa Clara | 4                        | 4                        |              |              |              |              |  |  |        |        |        |        |
|  | Avispas de Santiago de Cuba | Avispas de Santiago de Cuba | Naranjas de Villa Clara | Naranjas de Villa Clara | 4                        | 4                        | 2            | 2            |              |              |  |  |        |        |        |        |
|  | Avispas de Santiago de Cuba | Avispas de Santiago de Cuba |                         |                         |                          |                          |              | 2            |              |              |  |  |        |        |        |        |
|  | Naranjas de Villa Clara     | Naranjas de Villa Clara     | 4                       | 4                       |                          |                          |              |              |              |              |  |  |        |        |        |        |
|  | Naranjas de Villa Clara     | Naranjas de Villa Clara     | 4                       | 4                       |                          |                          |              |              |              |              |  |  |        |        |        |        |
|  |                             |                             |                         |                         |                          |                          |              |              |              |              |  |  |        |        |        |        |

Quarts de finale
- Vaqueros de La Havane - Elefantes de Cienfuegos
  - 27 février. Vaqueros de La Havane 4, Elefantes de Cienfuegos 5. 15 000 spectateurs[2].
  - 28 février. Vaqueros de La Havane 2, Elefantes de Cienfuegos 1. 15 000 spectateurs[3].
  - 2 mars. Elefantes de Cienfuegos 0, Vaqueros de La Havane 1. 5000 spectateurs[4].
  - 3 mars. Elefantes de Cienfuegos 1, Vaqueros de La Havane 2. 1923 spectateurs[5].
  - 4 mars. Elefantes de Cienfuegos 3, Vaqueros de La Havane 5. 1803 spectateurs[6].
- Leones de Industriales - Gallos de Sancti Spíritus
  - 27 février. Leones de Industriales 2, Gallos de Sancti Spíritus 1. 8000 spectateurs[7].
  - 28 février. Leones de Industriales 1, Gallos de Sancti Spíritus 8. 5000 spectateurs[8].
  - 2 mars. Gallos de Sancti Spíritus @ Leones de Industriales (pluie ; match reporté)
  - 3 mars. Gallos de Sancti Spíritus 4, Leones de Industriales 6. 34 722 spectateurs[9].
  - 4 mars. Gallos de Sancti Spíritus 4, Leones de Industriales 9. 37 894 spectateurs[10].
  - 5 mars. Gallos de Sancti Spíritus 3, Leones de Industriales 8. 53 768 spectateurs[11].

Des incidents impliquant des joueurs marquent le deuxième match opposant Gallos et Leones le 28 février. Les sanctions tombent le 4 mars avec notamment la suspension pour six mois de Lisban Correa Sanchez des Leones de Industriales. D'autres joueurs des deux formations écopent de suspensions allant d'un à trois matchs.
- Tigres de Ciego de Ávila - Indios de Guantánamo
  - 28 février. Tigres de Ciego de Ávila 2, Indios de Guantánamo 1. 10 000 spectateurs[13].
  - 1er mars. Tigres de Ciego de Ávila 7, Indios de Guantánamo 2. 8000 spectateurs[14].
  - 3 mars. Indios de Guantánamo 0, Tigres de Ciego de Ávila 7. 5500 spectateurs[15].
  - 4 mars. Indios de Guantánamo 1, Tigres de Ciego de Ávila 3. 5500 spectateurs[16].
- Avispas de Santiago de Cuba - Naranjas de Villa Clara
  - 28 février. Avispas de Santiago de Cuba 1, Naranjas de Villa Clara 11. 12 000 spectateurs[17].
  - 1er mars. Avispas de Santiago de Cuba 1, Naranjas de Villa Clara 12. 17 000 spectateurs[18].
  - 3 mars. Naranjas de Villa Clara 12, Avispas de Santiago de Cuba 6[19].
  - 4 mars. Naranjas de Villa Clara 3, Avispas de Santiago de Cuba 5[20].
  - 5 mars. Naranjas de Villa Clara 0, Avispas de Santiago de Cuba 10[21].
  - 7 mars. Avispas de Santiago de Cuba 6, Naranjas de Villa Clara 7. 22 000 spectateurs[22].

Demi-finales
- Vaqueros de La Havane - Leones de Industriales
  - 10 mars. Leones de Industriales 5, Vaqueros de La Havane 3. 1402 spectateurs[23].
  - 11 mars. Leones de Industriales 8, Vaqueros de La Havane 2. 1364 spectateurs[24].
  - 13 mars. Vaqueros de La Havane 4, Leones de Industriales 0. 54 746 spectateurs[25].
  - 14 mars. Vaqueros de La Havane 2, Leones de Industriales 8. 50 519 spectateurs[26].
  - 15 mars. Vaqueros de La Havane 7, Leones de Industriales 4 (10). 36 303 spectateurs[27].
  - 17 mars. Leones de Industriales 3, Vaqueros de La Havane 1. 2012 spectateurs[28].
- Tigres de Ciego de Ávila - Naranjas de Villa Clara
  - 11 mars. Tigres de Ciego de Ávila 1, Naranjas de Villa Clara 2. 15 000 spectateurs[29].
  - 12 mars. Tigres de Ciego de Ávila 1, Naranjas de Villa Clara 6. 15 000 spectateurs[30].
  - 14 mars. Naranjas de Villa Clara 10, Tigres de Ciego de Ávila 3. 5500 spectateurs[31].
  - 15 mars. Naranjas de Villa Clara 5, Tigres de Ciego de Ávila 8. 3100 spectateurs[32].
  - 16 mars. Naranjas de Villa Clara 8, Tigres de Ciego de Ávila 4. 6000 spectateurs[33].

Finale
- Leones de Industriales - Naranjas de Villa Clara
  - 23 mars. Leones de Industriales 2, Naranjas de Villa Clara 3. 25 000 spectateurs[34].
  - 24 mars. Leones de Industriales 0, Naranjas de Villa Clara 3. 18 000 spectateurs[35].
  - 26 mars. Naranjas de Villa Clara 6, Leones de Industriales 12. 39 381 spectateurs[36].
  - 27 mars. Naranjas de Villa Clara 1, Leones de Industriales 11. 59 067 spectateurs[37].
  - 28 mars. Naranjas de Villa Clara 6, Leones de Industriales 3. 58 161 spectateurs[38].
  - 30 mars. Leones de Industriales 8, Naranjas de Villa Clara 5. 25 000 spectateurs[39]. Match arrêté après huit manches ; Industriales menait 8-5. Suite du match le 31 mars. Le score n'évolue pas.
  - 31 mars. Leones de Industriales 7, Naranjas de Villa Clara 5. 25 000 spectateurs[40]. Au bout de la nuit (2 heures du matin locale), les Industiales enlèvent leur douzième titre national en s'imposant 7-5 en dixième manche.